# Placówka Straży Celnej „Mały Wełcz”

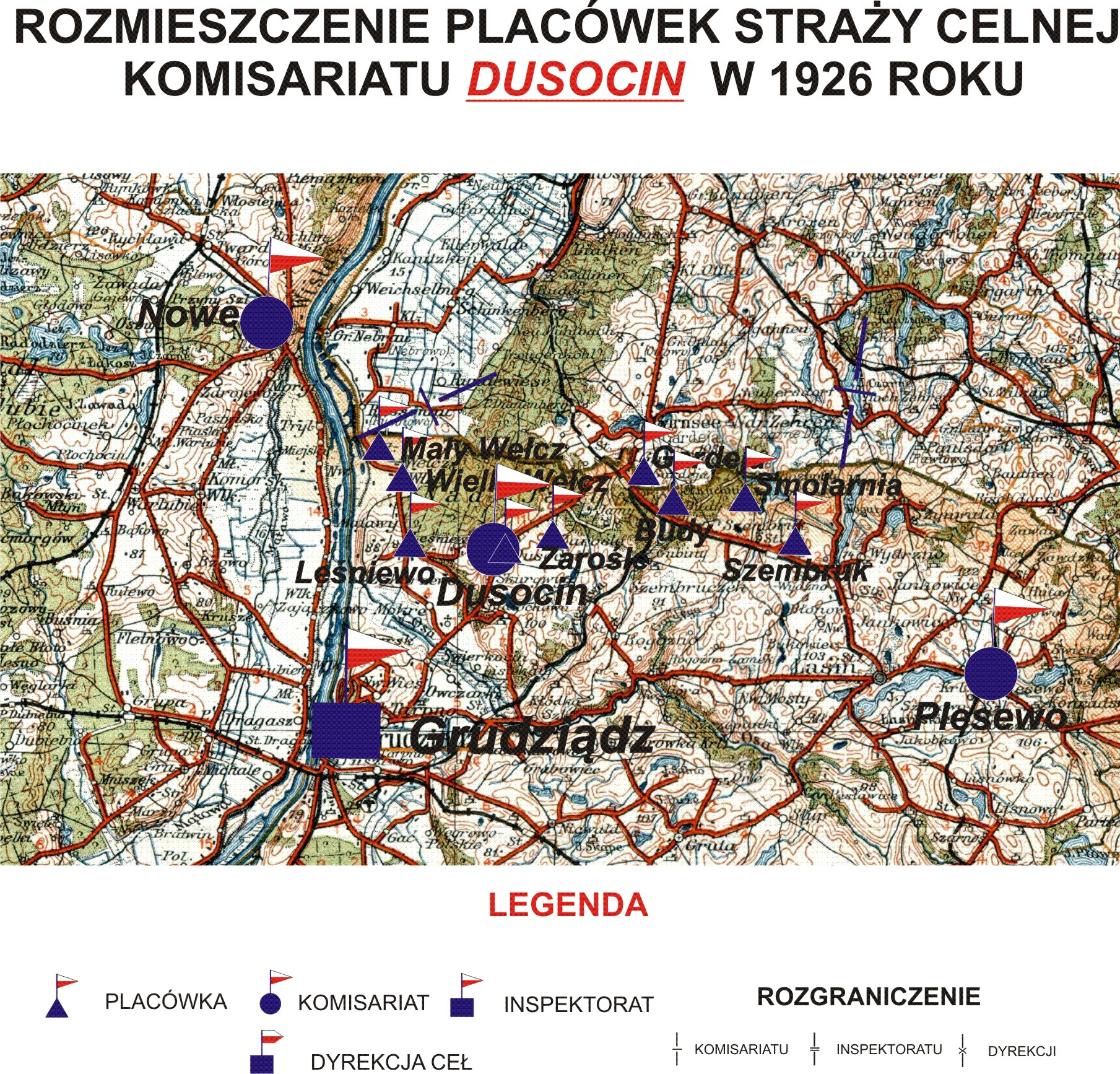
Rozmieszczenie placówek SC komisariatu "Dusocin" w 1926

Placówka Straży Celnej „Mały Wełcz” – jednostka organizacyjna Straży Celnej pełniąca w okresie międzywojennym służbę ochronną na granicy polsko-niemieckiej.

## Formowanie i zmiany organizacyjne
Na wniosek Ministerstwa Skarbu, uchwałą z 10 marca 1920 roku, powołano do życia Straż Celną. Od połowy 1921 roku jednostki Straży Celnej rozpoczęły przejmowanie odcinków granicy od pododdziałów Batalionów Celnych. W 1922 roku w Dusocinie stacjonował sztab 2 kompanii 16 batalionu celnego. Kompania wystawiała między innymi placówkę w Małym Wełczu. Pododdziały 16 batalionu celnego zostały zluzowane przez strażników celnych 14 marca 1922 roku o godzinie 12:00 . Proces tworzenia Straży Celnej trwał do końca 1922 roku. Placówka Straży Celnej „Mały Wełcz” weszła w podporządkowanie komisariatu Straży Celnej „Dusocin” z Inspektoratu SC „Grudziądz”.
W drugiej połowie 1927 roku przystąpiono do gruntownej reorganizacji Straży Celnej. W praktyce skutkowało to rozwiązaniem tej formacji granicznej. Ochronę północnej, zachodniej i południowej granicy państwa przejęła powołana z dniem 2 kwietnia 1928 roku Straż Graniczna.
Rozkazem nr 1 z 12 marca 1928 roku w sprawach organizacji Mazowieckiego Inspektoratu Okręgowego Naczelny Inspektor Straży Celnej gen. bryg. Stefan Pasławski określił strukturę organizacyjną komisariatu SG „Łasin”. Placówka Straży Granicznej I linii „Wełcz” znalazła się w jego strukturze.

## Służba graniczna
Sąsiednie placówki
- placówka Straży Celnej „Wielki Wełcz” ⇔ placówka Straży Celnej „Nowy Tryl” – 1926[10]

## Funkcjonariusze placówki
Kierownicy placówki
| stopień    | imię i nazwisko, numer | okres pełnienia służby | kolejne stanowisko |
| ---------- | ---------------------- | ---------------------- | ------------------ |
| przodownik | Józef Łukowiak (2484)  | był w 1926             |                    |

Obsada personalna placówki w 1926
- przodownik Józef Łukowiak (2484)
- strażnik Jan Skrzypczak (2720)
- strażnik Józef Woźny (2788)
- strażnik Antoni Kubica (3167)